# Rudolf Utěšil

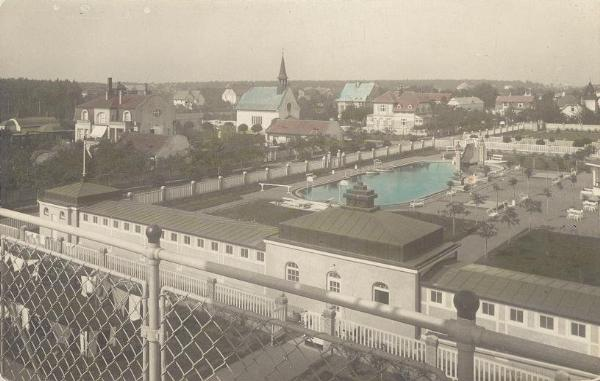
Klánovické lázně

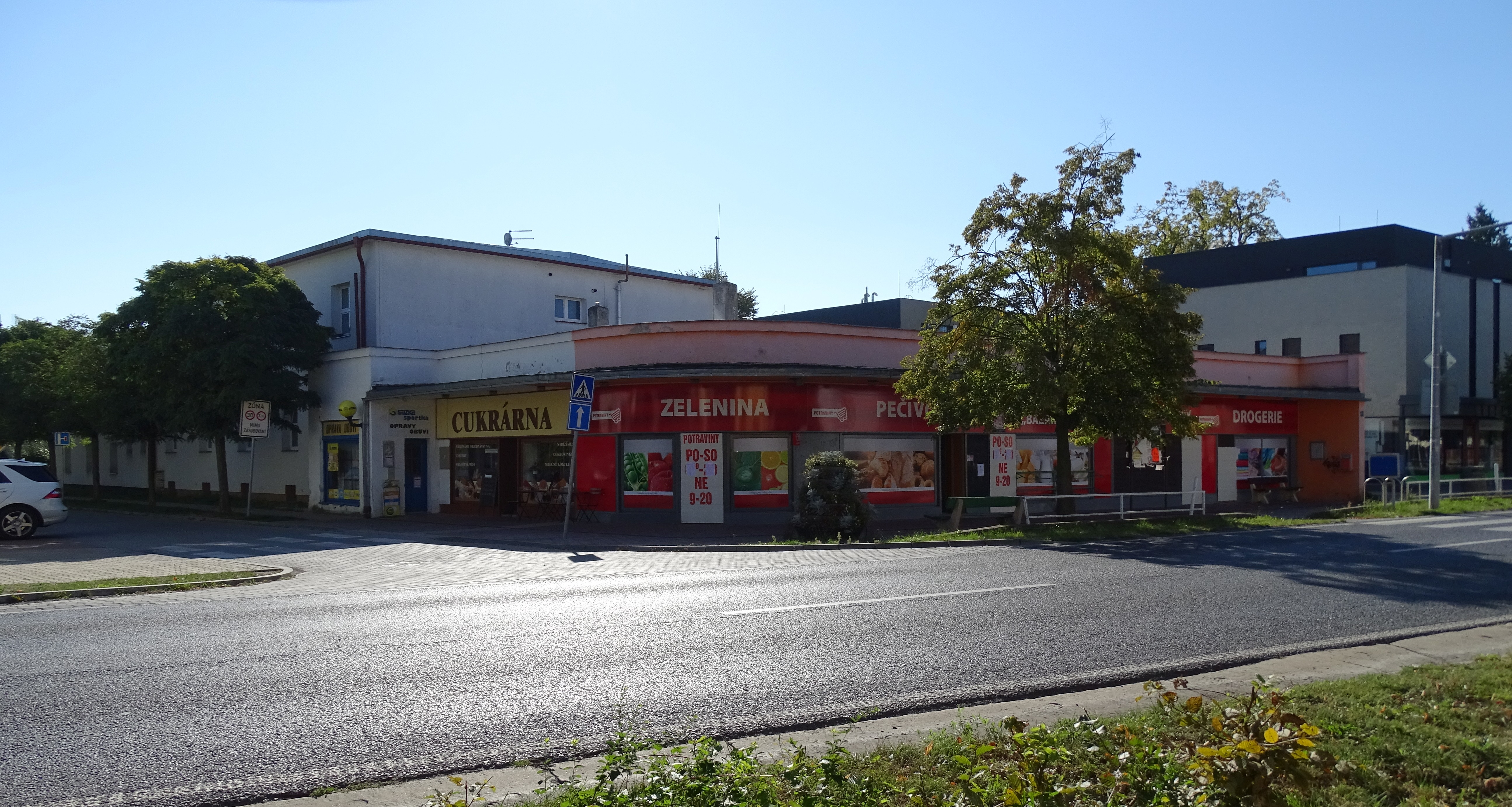
Budova tzv. Bazaru

Rudolf Utěšil (8. srpna 1878 Libeň – 1948) byl český podnikatel a architekt. Ve dvacátých letech 20. století vybudoval Klánovické lázně, které dále provozoval. Na jeho počest se koná Memoriál Rudolfa Utěšila.

## Život
Rudolf Utěšil se narodil v Libni. Působil jako ředitel pražské stavební a betonářské společnosti. Roku 1910 je uveden jako inženýr a prokurista pražské stavební firmy Matěj Blecha, v níž evidentně pracoval ještě na počátku třicátých let, neboť za firmu Matěj Blecha s.r.o. podepsal mj. část plánů vily Otty Petschka v pražské Bubenči. Je možné, že se na výstavbě této budovy za Blechovu firmu podílel i projekčně. V roce 1910 koupil od místních rolníků řadu pozemků na severovýchodní straně Klánovic v blízkosti lesa. Pozemky rozdělil ulicemi lemovanými akáty na stavební bloky a oplotil je. V jednom bloku si v roce 1913 postavil vlastní dům. Jednalo se o moderně vybavenou vilu s velkou zahradou. V ostatních blocích pak plánoval zřízení lázní, které chtěl provozovat v důchodu, stavbu však zkomplikovala 1. světová válka.
V roce 1919 vypracoval urbanistický projekt rozvoje Klánovic. Stavba lázní začala až roku 1923 a dokončena byla roku 1926. V dalších letech pak následovala stavba tzv. Bazaru, kde je dnes restaurace a prodejny. Lázně měly původně sloužit pouze pro členy Autoklubu Republiky Československé, jehož byl Rudolf Utěšil aktivním funkcionářem. Kvůli nedostatečnému využití však byly lázně zpřístupněny pro širokou veřejnost. Nejednalo se o léčebné lázně, ale o zařízení poskytující zábavu zejména pražské smetánce. Lázně zůstaly v provozu do heydrichiády, pak byly až do konce války uzavřeny. V roce 1945 Rudolf Utěšil lázně prodal. Zemřel v roce 1948 ve stáří 70 let a je pochován v rodinné hrobce v Praze-Libni.
Na počest Rudolfa Utěšila (vypracoval rovněž nerealizovaný soutěžní návrh na přestavbu budovy autoklubu v nynější Opletalově ulici) se koná setkání a jízda historických motocyklů a vozidel, tzv. Memoriál Rudolfa Utěšila.